# Pêcheurs d'Or
Pêcheurs d'Or (Gold Divers en anglais) est une émission de télé-réalité tournée à Nome en Alaska et diffusée sur Discovery Channel. Cette émission a été créée par les créateurs de Péril en haute mer

## Synopsis
Chaque été, le port de Nome situé sur la mer de Béring dans l’Océan Pacifique est le théâtre d’une agitation particulière. Les chercheurs d’or se pressent sur des embarcations à peine navigables pour arpenter les massifs rocheux et glacés à la recherche du moindre gramme d’or. Ils n'ont que trois mois avant que la mer ne regèle alors le climat est très tendu, les incidents se suivent et les esprits s’échauffent.

## Équipages
| Nom               | Navire         | Statut                    |
| ----------------- | -------------- | ------------------------- |
| Vernon Adkinson   | Wild Ranger    | Propriétaire              |
| Steve Riedel      | Wild Ranger    | Matelot                   |
| Scott Meisterheim | Wild Ranger    | Capitaine                 |
| Jason Walker      | Wild Ranger    | Matelot                   |
| Ezekial Tenhoff   | The Clark      | Propriétaire et Capitaine |
| Emily Riedel      | The Clark      | Matelot                   |
| Robbi Wade        | Christine Rose | Matelot                   |
| Shawn Pomrenke    | Christine Rose | Copropriétaire            |
| Steve Pomrenke    | Christine Rose | Propriétaire              |
| Cody Moen         | Christine Rose | Matelot                   |
| Scott Foster      | The Sluicey    | Matelot                   |
| Ian Foster        | The Sluicey    | Propriétaire et Capitaine |

## Épisodes

### Saison 1
| N° | Titre                 | Résumé | Diffusion       |
| -- | --------------------- | --- | --------------- |
| 1  | Jackpot               | A Nome, en Alaska, la ruée vers l'or a commencé : les chercheurs draguent les fonds et plongent, équipés de tubes, afin d'aspirer l'or de la mer de Béring...                                                                 | 27 janvier 2012 |
| 2  | Une mauvaise affaire  | Une bagarre dans un bar, une fuite sur une embarcation et un membre d’équipage blessé sont au menu de ce nouvel épisode. | 3 février 2012  |
| 3  | Aspiration            | C’est le moment du dragage (extraction des matériaux situés sur les fonds d’un plan d’eau) pour les équipages. Cette pratique devient rapidement dangereuse pour les novices et surtout à bord de bateaux à peine navigables. | 10 février 2012 |
| 4  | Funérailles de viking | La tension monte tandis que les dragueurs cherchent de nouveaux filons. Un accident avec l'excavateur de 15 tonnes menace de mettre fin à la saison d'un matelot.                                                             | 17 février 2012 |
| 5  | Capitanat             | La tension atteint son paroxysme quand Vern, propriétaire du Wild Ranger, licencie un membre d'équipage. Une boîte d'écluse écrasée provoque une amère dispute entre Zeke et Emily.                                           | 24 février 2012 |
| 6  | Eureka !              | Sur le Christine Rose, une poulie de treuil soudée à la hâte lâche et libère un câble qui envoie un matelot par-dessus bord. Scott insiste pour plonger malgré sa jambe blessée.                                              | 2 mars 2012     |

## Récolte

### Saison 1
| N°    | Poids (g) | Valeur ($) |
| ----- | --------- | ---------- |
| 1     | 1275.7    | 74,000     |
| 2     | 1417.5    | 78,000     |
| 3     | 2126.2    | 125,000    |
| 4     | 2721.6    | 155,238    |
| 5     | 2778.3    | 166,000    |
| 6     | 3175.2    | 196,000    |
| Total | 21715.7   | 1,302,200  |

| N°    | Poids (g) | Valeur ($) |
| ----- | --------- | ---------- |
| 1     | 141.75    | 8,225      |
| 2     | 42.524    | 2,175      |
| 3     | 269.32    | 16,000     |
| 4     | 198.45    | 11,300     |
| 5     | 96.388    | 5,780      |
| 6     | 113.40    | 7,000      |
| Total | 1077.3    | 64,600     |

| N°    | Poids (g)     | Valeur ($) |
| ----- | ------------- | ---------- |
| 1     | en réparation | n/a        |
| 2     | 85.049        | 4,700      |
| 3     | 85.049        | 5,200      |
| 4     | 113.40        | 6,400      |
| 5     | 56.699        | 3,400      |
| 6     | 102.06        | 6,400      |
| Total | 1247.4        | 74,800     |

| N°    | Poids (g) | Valeur ($) |
| ----- | --------- | ---------- |
| 1     | 0         | 0          |
| 2     | 7.0874    | 400        |
| 3     | 7.0874    | 425        |
| 4     | 7.0874    | 425        |
| 5     | 0         | 0          |
| 6     | 0         | 0          |
| Total | 21.262    | 1,250      |